# Essencialismo
O Essencialismo é uma doutrina filosófica segundo a qual os particulares (pessoas, cadeiras, árvores, números, etc.) têm pelo menos algumas propriedades essencialmente. Um particular tem uma certa propriedade essencialmente quando esse particular não poderia existir sem ter essa propriedade. Por exemplo, intuitivamente, Sócrates não poderia deixar de ter a propriedade de ser um ser humano; mas poderia não ter sido ateniense, se tivesse nascido noutra cidade.

## Definições
A definição formal de propriedade essencial é a seguinte:
- Um particular tem uma dada propriedade essencialmente se, e só se, esse particular tem essa propriedade em todos os mundos possíveis nos quais esse particular existe.

Deste modo, podemos distinguir as propriedades essenciais das propriedades necessárias:
- Um particular tem uma propriedade necessariamente se, e só se, esse particular tem essa propriedade em todos os mundos possíveis.

Dada a definição, só os existentes necessários — os particulares que existem em todos os mundos possíveis — podem ter propriedades necessárias. Os particulares contingentes, como as pessoas, as árvores, etc., só podem ter propriedades essenciais, mas não necessárias.
Um particular tem uma dada propriedade contingentemente quando tem efectivamente essa propriedade, mas poderia não ter; ou, na linguagem dos mundos possíveis, quando esse particular tem essa propriedade no mundo tal como é, mas não a tem em alguns mundos possíveis.
Há propriedades essenciais triviais, como a propriedade de não ser mais alto do que si próprio. Este tipo de propriedades essenciais não caracterizam a tese do essencialismo, que defende a existência de propriedades essenciais substanciais, como a propriedade que a água tem de ser H2O, ou a propriedade que Sócrates tem de ser um ser humano, ou a propriedade que o João tem de ser filho de Maria.

## História do essencialismo
As primeiras ideias essencialistas foram defendidas por Aristóteles, mas caíram em desgraça com o nascimento da ciência moderna; tais ideias foram "condenadas por associação pecaminosa", isto é, por estarem de algum modo relacionado com a metafísica medieval, considerada incompatível com a ciência moderna. Quine condena o essencialismo em parte por causa deste preconceito, e em parte porque o essencialismo pressupõe a noção de que o mundo tem uma natureza independente do modo como o pensamos ou descrevemos (realismo), ao qual Quine se opunha igualmente.
Willard Van Orman Quine, em "Three Grades of Modal Involvement", caracterizou da seguinte maneira o essencialismo: "A doutrina de que alguns dos atributos de uma coisa (inteiramente independente da linguagem em que a coisa é referida, se é que é referida) pode ser essencial à coisa, e outros, acidentais."
Quine opõe-se ao essencialismo por considerar que as coisas não têm em si mesmas propriedades essenciais ou acidentais; tudo depende da maneira como as descrevemos. Para provar esta tese, Quine apresenta os famosos argumentos do ciclista matemático e dos planetas. Mas nenhum dos argumentos consegue fazer mais do que refutar a teoria linguística da necessidade, desenvolvida por Carnap e rejeitada por Quine. A nova teoria essencialista apresentada por Kripke e outros filósofos não é abalada pelos argumentos de Quine.
Actualmente muitos filósofos aceitam o essencialismo substancial de Kripke; outros, todavia, continuam a rejeitar estas ideias, favorecendo a ideia positivista de que a lógica, ou a linguagem, é "a mãe da necessidade".
Um dos avanços mais significativos da filosofia do século XX foi o facto de Saul Kripke ter mostrado claramente que as refutações fáceis do essencialismo, que pareciam mostrar que se tratava de uma teoria irremediavelmente defeituosa, resultavam na verdade de uma confusão elementar entre palavras e coisas. Se os nomes próprios não forem encarados como designadores rígidos, ou se não se admitir outros designadores quaisquer que sejam rígidos, é impossível refutar o essencialismo, mas fica-se com a sensação falsa de que se refuta o essencialismo. Isto porque nesse caso se consegue mostrar trivialmente que a frase "Sócrates era um ser humano" é falsa em alguns mundos possíveis, nomeadamente, nos mundos possíveis em que não estamos a falar de Sócrates, mas de outro particular referido pelo nosso nome "Sócrates". Só que, como não estamos já a falar de Sócrates, mas de outro particular, não conseguimos refutar realmente o essencialismo: apenas confundimos palavras com coisas. Seria como tentar provar que Cavaco Silva, presidente de Portugal, poderia ter sido Mário Soares: num mundo possível em que ele perdeu as eleições e em que Mário Soares ganhou as eleições, a expressão "o presidente da República" refere Mário Soares. Mas pensar que, por causa disto, Cavaco Silva poderia ter sido Mário Soares, é confundir palavras com coisas.